# Красный Яр (Краснодонский район)
Красный Яр (укр. Красний Яр) — село в Краснодонском районе Луганской области Украины. Де-факто — с 2014 года населённый пункт контролируется самопровозглашённой Луганской Народной Республикой.
Входит в Семейкинский поселковый совет.

## География
Расположено в водосборном бассейне реки Большая Каменка (приток Северского Донца). Соседние населённые пункты: посёлки Верхняя Краснянка и Большой Лог на юго-востоке, посёлки Светличное и Краснодон на востоке, Семейкино на северо-востоке, сёла Андреевка, Красное на севере, Глубокое и Первозвановка на северо-западе.

## Административное подчинение
94473, Луганская обл., Краснодонский р-н, пгт. Семейкино, ул. Почтовая, д.1; тел. 98-3-62